# Carrie Fisher
Carrie Frances Fisher (ur. 21 października 1956 w Beverly Hills, zm. 27 grudnia 2016 w Los Angeles) – amerykańska aktorka, scenarzystka i pisarka.

## Życiorys

### Wczesne lata
Ojcem Carrie Fisher był piosenkarz pochodzenia żydowskiego Eddie Fisher (1928–2010), matką zaś – aktorka Debbie Reynolds (1932–2016). Wychowała się z młodszym bratem Toddem Emmanuelem (ur. 24 lutego 1958) w wierze protestanckiej, ale często uczęszczała na nauki tradycji wiary żydowskiej ojca i przebywała z ortodoksyjnymi przyjaciółmi. Jako dorosła określała się jako agnostyczka.
Gdy Carrie Fisher miała dwa lata, jej ojciec rozwiódł się z Debbie Reynolds i poślubił aktorkę Elizabeth Taylor. W następnym roku Reynolds poślubiła Harry’ego Karla. Mając dwanaście lat, Fisher wyjechała z matką do Las Vegas. Uczyła się w Beverly Hills High School w Beverly Hills, ale zrezygnowała z nauki na rzecz aktorstwa. Niedługo potem zapisała się do szkoły aktorskiej Central School of Speech and Drama w Londynie.
Carrie Fisher miała dwie siostry przyrodnie, córki Eddiego Fishera z innych związków: Joely Fisher (ur. 29 października 1967) i Tricię Leigh Fisher (ur. 26 grudnia 1968), również aktorki.

### Kariera
W 1973 roku na Broadwayu zadebiutowała rolą tancerki-chórzystki w musicalu Irene, wystawionym w Minskoff Theatre. Występowała także na scenie na Florydzie w sztuce No, No, Nanette (1976) jako tytułowa Nanette, w nowojorskim Princess Theatre w musicalu Censored Scenes from King Kong (1980) jako Iris i Agnes od Boga (Agnes of God, 1982) w Music Box Theatre w Nowym Jorku jako zakonnica Agnes.

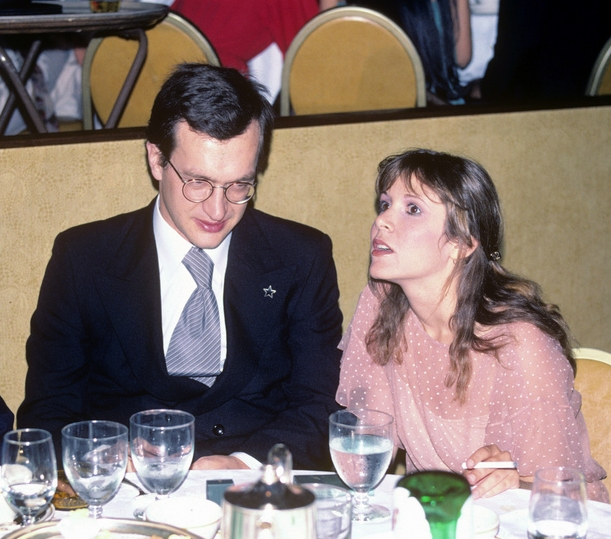
Wim Wenders i Carrie Fisher (1978)

W 1975 roku dostała pierwszą rolę na dużym ekranie w komedii romantycznej Hala Ashby’ego Szampon według scenariusza i z udziałem Warrena Beatty’ego. Dwa lata później stała się znana z roli księżniczki Lei w pierwszej trylogii George’a Lucasa Gwiezdnych wojen (części IV–VI). Jej partnerami byli: Harrison Ford (Han Solo), Mark Hamill (Luke Skywalker) i Alec Guinness (Obi-Wan Kenobi). W komedii Blues Brothers (1980) byłą wściekłą narzeczoną Jake’a (John Belushi).
Została laureatką Los Angeles Pen Award za debiut książkowy. Na podstawie jej autobiograficznej książki Postcards from the Edge został zrealizowany film fabularny Pocztówki znad krawędzi (1990) Mike’a Nicholsa z Meryl Streep i Shirley MacLaine w rolach głównych. W filmie ukazano historię rywalizacji pomiędzy Carrie a jej matką, Debbie Reynolds.
Zasiadała w jury konkursu głównego na 70. MFF w Wenecji (2013).
Wizerunek młodej Carrie Fisher wygenerowany komputerowo (przedstawiony jako postać Księżniczki Leii) pojawił się w filmie Łotr 1. Gwiezdne wojny – historie. Dwa tygodnie po premierze filmu Fisher już nie żyła.
W 2018 roku ogłoszono, iż aktorka pojawi się w zamykającej trylogię sequeli dziewiątej części Gwiezdnych wojen, poprzez umieszczenie w filmie niewykorzystanych wcześniej zdjęć nagranych podczas kręcenia siódmej części Gwiezdnych wojen.

## Życie prywatne
Nadużywała alkoholu i narkotyków, co sprawiło, że od 1980 była całkowicie niezdolna do pracy. Ostatecznie zdecydowała się przystąpić do Anonimowych Narkomanów i Anonimowych Alkoholików, rozpoznano u niej chorobę afektywną dwubiegunową.
16 sierpnia 1983 poślubiła muzyka Paula Simona, jednak kilka miesięcy później, w 1984 roku, rozwiedli się. W wieku 28 lat zakończyła kurację odwykową. W latach 1991–1994 była w nieformalnym związku z agentem Bryanem Lourdem, z którym miała córkę Billie Catherine (ur. 17 lipca 1992 w Los Angeles). W 1997 roku przeszła załamanie nerwowe.
23 grudnia 2016 doznała zawału serca podczas lotu transkontynentalnego z Londynu do Los Angeles. Po wylądowaniu została przewieziona do szpitala. Zmarła 27 grudnia 2016 w Los Angeles w wieku 60 lat. Dzień później zmarła jej matka, Debbie Reynolds. Została pochowana wraz z matką na Forest Lawn Memorial Park (Hollywood Hills) 5 stycznia 2017.

## Filmografia
- 1975: Szampon (Shampoo) jako Lorna
- 1977: Gwiezdne wojny: część IV – Nowa nadzieja (Star Wars Episode IV: A New Hope) jako Leia Organa
- 1978: Leave yesterday behind jako Marnie Clarkson
- 1980: Gwiezdne wojny: część V – Imperium kontratakuje (Star Wars Episode V: The Empire Strikes Back) (1980) jako Leia Organa
- 1980: Blues Brothers (The Blues Brothers) jako porzucona narzeczona, niedoszła żona Jake’a
- 1981: Under the Rainbow jako Annie Clark
- 1983: Gwiezdne wojny: część VI – Powrót Jedi (Star Wars Episode VI: Return of the Jedi) jako Leia Organa
- 1984: Garbo mówi (Garbo Talks) jako Lisa Rolfe
- 1985: Człowiek w czerwonym bucie (The Man with One Red Shoe) jako Paula
- 1986: Hannah i jej siostry (Hannah and Her Sisters) jako April
- 1986: Hollywood Vice Squad jako Betty Melton
- 1987: Amazonki z Księżyca jako Mary Brown
- 1987: The Time Guardian jako Petra
- 1988: Appointment with Death jako Nadine Boynton
- 1989: Na przedmieściach (The Burbs) jako Carol Peterson
- 1989: Kochaś (Loverboy) jako Monica Delancy
- 1989: Kiedy Harry poznał Sally (When Harry Met Sally) jako Marie
- 1989: Jej powrót (She’s Back) jako Beatrice
- 1990: Słodka zemsta (Sweet Revenge) jako Linda
- 1990: Sibling Rivalry jako Iris Turner-Hunter
- 1991: Zwariowany Fred (Drop Dead Fred) jako Janie
- 1991: Babka z zakalcem (Soapdish) jako Betsy Faye Sharon
- 1991: Hook jako kobieta całująca na moście
- 1992: To jest moje życie (This Is My Life) jako Claudia Curtis
- 1997: Austin Powers: Agent specjalnej troski (Austin Powers: International Man of Mystery) jako terapeutka
- 2000: Krzyk 3 (Scream 3) jako Bianca Burnette
- 2001: Wielki podryw (Heartbreakers) jako Ms. Surpin
- 2001: Jay i Cichy Bob kontratakują (Jay and Silent Bob Strike Back) jako Nun
- 2002: A Midsummer Night’s Rave jako matka Mom
- 2003: Aniołki Charliego: Zawrotna szybkość (Charlie’s Angels: Full Throttle) jako matka przełożona
- 2003: Wonderland jako Sally Hansen
- 2003: Dzień dobry, Miami (Good Morning, Miami) jako Judy Silver
- 2004: Stateside jako pani Dubois
- 2005: Undiscovered jako Carrie
- 2005: The Aristocrats jako ona sama
- 2005: Romancing the Bride jako Edwina
- 2007: Klub Dzikich Kotek jako Gladys Goodbey
- 2009: Fanboys jako „The Doctor”
- 2009: Ty będziesz następna (Sorority Row) jako pani Crenshaw
- 2014: Teoria wielkiego podrywu jako ona sama[34]
- 2015: Gwiezdne wojny: Przebudzenie Mocy jako Leia Organa-Solo
- 2017: Gwiezdne wojny: Ostatni Jedi jako Leia Organa-Solo
- 2019: Gwiezdne wojny: Skywalker. Odrodzenie jako Leia Organa-Solo
- 2023: Wonderwell jako Hazel

## Pisarstwo
Fisher była również pisarką. Napisała książki:
- 2016: The Princess Diarist
- 2011: Shockaholic
- 2008: Wishful Drinking (Księżniczka po przejściach)
- 2004: The Best Awful: A Novel
- 1993: Delusions of Grandma
- 1990: Surrender the Pink
- 1987: Postcards from the Edge (Pocztówki znad krawędzi)